# Joint Electron Devices Engineering Council
JEDEC (англ. Solid State Technology Association, известная как Joint Electron Device Engineering Council, или Сообщество (Комитет) Инженеров, специализирующихся в области электронных устройств) — комитет инженерной стандартизации полупроводниковой продукции при Electronic Industries Alliance (EIA), промышленной ассоциации, представляющей все отрасли электронной промышленности.

## История
JEDEC основан в 1958 году для осуществления взаимодействия между EIA и NEMA (приостановила свою деятельность в 1979 году) с целью разработки стандартов для полупроводниковых приборов. Первые разработки велись над радиоприборами, популярными в 1960-х годах, например, пользующиеся спросом и применяющиеся в наши дни выпрямительный диод 1N4001 и транзистор 2N2222 созданы благодаря деятельности JEDEC.

## Стандарты JEDEC
Комитет JEDEC, известный благодаря координаторским усилиям в разработке стандартов компьютерной памяти, обладает авторитетом и солидным влиянием на промышленное производство. В работе комитета принимают участие ведущие мировые производители и разработчики чипов, среди них Elpida, Hynix, IBM Microelectronics, Infineon, Micron, Mitsubishi, Mosel Vitelic, Samsung, Toshiba, а также производители чипсетов и инфраструктуры AMD, ALi, CST, ServerWorks, VIA Technologies, Texas Instruments и другие.